# Rafael Arutiunián
Rafael Vladímirovich Arutiunián (en armenio: Ռաֆայել Վլադիմիրի Հարությունյան, en ruso: Рафаэль Владимирович Арутюнян; 5 de julio de 1957) es un entrenador estadounidense de origen armenio de patinaje sobre hielo. Entrenó patinadores para Armenia y Rusia entre los años 1976 y 1985, desde el año 2000 vive y trabaja en Estados Unidos.

## Vida personal
Nació en julio de 1957 en Tbilisi, RSS de Georgia, Unión Soviética. Estudió en el Instituto de educación física de Armenia. Está casado con la también entrenadora Vera Arutiunián, tiene un hijo que es pianista profesional y una hija que es pintora plástica.

## Carrera
Arutiunián comenzó entrenando jóvenes patinadores en Ereván entre los años 1976 y 1985. Al mudarse a Estados Unidos, comenzó a entrenar en Lake Arrowhead, California. En agosto de 2013, se reubicó en el Ice Palace en Artesia California. Desde 2016, colabora con su esposa y con Nadezda Kanáieva entrenando a varios patinadores en la ciudad de Lakewood en California.
Sus estudiantes son:
- Mariah Bell (desde agosto de 2016 al presente)
- Nathan Chen (desde 2011 al presente)
- Marin Honda (desde marzo de 2018 al presente)
- Taichi Honda (desde marzo de 2018 al presente)
- Lim Eun-soo (desde abril de 2018 al presente)
- Adam Rippon (desde septiembre de 2012 al presente)[8]
- Ashley Wagner (desde junio de 2013 al presente)[9]

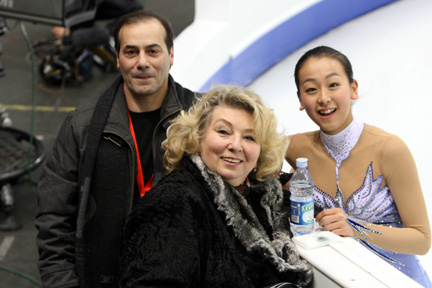
Arutiunián con Tatiana Tarásova y la patinadora Mao Asada.

Sus anteriores estudiantes han sido: Aleksandr Abt, Mai Asada, Mao Asada, Jeffrey Buttle, Sasha Cohen, Michelle Kwan, Hannah Miller, Serguéi Vóronov entre otros.